# Джайлс (округ, Теннессі)
Шаблон:StateAbbr_ 35°12′ пн. ш. 87°02′ зх. д. / 35.2° пн. ш. 87.04° зх. д.
Округ Джайлс (англ. Giles County) — округ (графство) у штаті Теннессі, США. Ідентифікатор округу 47055.

## Історія
Округ утворений 1809 року.

## Демографія
За даними перепису 2000 року загальне населення округу становило 29447 осіб, зокрема міського населення було 7900, а сільського — 21547. Серед мешканців округу чоловіків було 14303, а жінок — 15144. В окрузі було 11713 домогосподарства, 8360 родин, які мешкали в 13113 будинках. Середній розмір родини становив 2,96.
Віковий розподіл населення поданий у таблиці:
| Стать    | До 15 років | 15-21 | 22-29 | 30-39 | 40-49 | 50-65 | 65-85 | Понад 85 |
| -------- | ----------- | ----- | ----- | ----- | ----- | ----- | ----- | -------- |
| Чоловіки | 3057        | 1440  | 1310  | 2096  | 2171  | 2541  | 1552  | 136      |
| Жінки    | 2891        | 1375  | 1360  | 2090  | 2179  | 2680  | 2157  | 412      |

## Суміжні округи
- Морі — північ
- Маршалл — північний схід
- Лінкольн — схід
- Лаймстоун, Алабама — південь
- Лодердейл, Алабама — південний захід
- Лоуренс — захід

## Виноски
1. ↑  U.S. Decennial Census. United States Census Bureau. Архів оригіналу за 11 серпня 2012. Процитовано 5 квітня 2015.
2. ↑  Historical Census Browser. University of Virginia Library. Архів оригіналу за 11 серпня 2012. Процитовано 5 квітня 2015.
3. ↑  Forstall, Richard L., ред. (27 березня 1995). Population of Counties by Decennial Census: 1900 to 1990. United States Census Bureau. Архів оригіналу за 21 лютого 2015. Процитовано 5 квітня 2015.
4. ↑  Census 2000 PHC-T-4. Ranking Tables for Counties: 1990 and 2000 (PDF). United States Census Bureau. 2 квітня 2001. Архів оригіналу (PDF) за 18 грудня 2014. Процитовано 5 квітня 2015.
5. ↑  State & County QuickFacts. United States Census Bureau. Архів оригіналу за 4 липня 2011. Процитовано 30 листопада 2013.(англ.) Наведено за англійською вікіпедією.
6. ↑  American FactFinder. Бюро перепису населення США. Архів оригіналу за 21 травня 2008. Процитовано 31 січня 2008.

| США | Це незавершена стаття з географії США. Ви можете допомогти проєкту, виправивши або дописавши її. |